# 夏侯渊
夏侯渊（2世紀—219年），字妙才，夏侯惇族弟，沛国谯县（今安徽省亳州市）人。东汉末年名将。随曹操起兵，从征袁绍、韩遂等。建安十七年（212）後，督軍屯於長安，平定河西諸羌，其勇名號稱“虎步關右，所向無前。”。建安二十年（215）拜征西將軍，守漢中，後為劉備部將黃忠所擊殺，死後追諡為愍侯。用兵擅長輕兵急襲、出敵不意，亦常恃勇無謀親率輕銳出戰，也因此常受曹操勸誡，軍中稱之為“白地将军”。

## 生平

### 早年经历
夏侯淵為西汉太仆夏侯婴之后，其夫人為曹操的妻妹。曹操在家乡時曾受某案件的牵连，夏侯渊代其承担，後得曹操營救才得以脫身。當時兗州、豫州大亂，夏侯淵因為飢荒，為撫養亡弟的孤女，拋棄了自己的幼子。

### 隨军征讨
曹操初起兵之時，夏侯淵便跟隨，任別部司馬、騎都尉，後又轉任陳留太守、潁川太守。
建安五年（200年），官渡之战從征袁紹，行督軍校尉。袁紹被打敗後，被派到督運兗、豫、徐州的軍糧。當時軍中兵糧短缺，全靠夏侯淵及時將糧草運到，軍勢才得以重振。
建安十一年（206年），昌豨反叛，曹操派于禁討伐，但沒有擊破。曹操便派夏侯渊前去相助，合力將亂事平定，降服十多屯，昌豨投降。夏侯渊回師後，被拜為典軍校尉。後來，濟南、樂安的黃巾軍徐和、司馬俱等攻城，殺死城中長吏，夏侯淵便與臧霸和呂虔率领泰山、齊、平原三郡的士兵討伐他們，大破敵軍，斬殺徐和，平定各縣，沒收食穀分與軍士。

### 五出平叛
建安十四年（209年），夏侯淵被任為行領軍。後曹操征伐孫權回師，夏侯淵被派去督領諸將攻擊廬江叛軍雷緒，将其击溃。
建安十六年（211年）正月，太原商曜等据大陵叛，曹操以夏侯渊行征西护军职，督徐晃击之，攻落其二十余座据点，斩其帅商曜，屠大陵城。三月，曹操命司隶校尉钟繇讨伐汉中张鲁，使夏侯渊等率兵出河东，与钟繇会合。八月，夏侯渊从曹操征讨马超、韩遂等部，双方战于渭南。十月，又都督徐晃、朱灵等平隃糜、汧氐，与曹操会于安定，杨秋投降。十二月，曹操自安定回军，留夏侯渊驻守长安。

### 轉戰西涼
212年，曹操回到鄴城，以夏侯淵行護軍將軍，督朱靈、路招等屯兵長安，其間擊破南山賊劉雄，降服其軍。又圍韓遂、馬超的餘軍梁興於鄠，大破，斬殺梁興，被封為博昌亭侯。馬超又進圍涼州刺史韋康於冀，夏侯淵前往解救，還未到，韋康已被打敗。夏侯淵到達冀城二百餘里前，馬超來挑戰，夏侯軍不利。正值汧氐造反，夏侯淵引軍退還。213年，馬超到達漢陽，氐王千萬響應，馬軍屯兵興國。214年，趙衢、尹奉等密謀討伐馬超，姜敘便於鹵城起兵和應。趙衢等便遊說馬超出兵攻擊姜敘，馬超出城後，趙衢等便殺死馬超的妻、子。

### 急襲敵軍
馬超惟有投奔漢中，後又還軍圍攻祁山。姜敘等急向夏侯淵求救，諸將都認為須要曹操的指示，但夏侯淵卻認為：「公在鄴，反覆四千里，比報，敘等必敗，非救急也。（曹公在鄴城，來回有四千里路，如果一來一回地上報，姜敘必定敗陣，非救急事之理。）」遂領軍前去，並使張郃督步騎五千為前鋒，從陳倉狹道進軍，夏侯淵則親自督糧輜在後。張郃到達渭水上，馬超率氐、羌數千挑戰張郃。還未開戰，馬超已經敗走，張郃便進軍收拾馬超軍餘下的器械。夏侯淵到達時，各縣皆已投降。當時韓遂在顯親，夏侯淵想藉機襲取他，韓遂懼怕，留下糧食逃走。夏侯淵便收拾韓遂軍的糧食，一路追至略陽城，當離韓遂二十多里時，諸將都想儘快進攻，或是先攻興國的氐人。
不過，夏侯淵認為韓遂軍為精兵，興國城又堅固，就算進攻也不可拔城，不如先襲擊長離的各羌族。長離的各羌族多在韓遂軍中參軍，一定希望回軍救家。若果韓遂放棄守羌，必定孤軍作戰；但如果救長離，則必定和曹軍野戰，必定可以打敗他們。夏侯淵便留下督將駐守輜重，另派輕兵步騎進攻長離，攻擊、燒燬羌人的屯，斬獲許多人。韓遂軍中的羌人都一一回到自己部落。韓遂惟有出兵救助長離，與夏侯淵軍在陳對陣。夏侯淵軍中諸將見韓遂軍，對其十分厭惡，想要結營作塹與其作戰。但夏侯淵卻說：「我展轉戰鬥千里，現今反而作營塹，士兵必定會感到疲勞困乏，不可久戰。賊人雖多，烏合之眾而已。」便鼓軍出擊，大破韓遂軍，得到其旌麾，還軍略陽，再進軍圍攻興國。氐王惟有逃奔到馬超處，其餘人都投降夏侯軍。之後再轉向攻擊高平屠各，全皆散走，逐收其糧穀牛馬。曹操更授夏侯淵假節。

### 虎步關右
之前，枹罕宋建乘涼州動亂，自號河首平漢王，割據涼州達三十年之久。曹操派夏侯淵統領諸將討伐宋建。夏侯淵軍至，圍攻枹罕，一個月多便成功攻克，斬殺宋建及所置丞相之下。夏侯淵又另派張郃等平定河關，渡河入小湟中，河西各羌部盡皆投降，逐平定隴右。曹操下令道：「宋建亂逆三十餘年，淵一舉滅之，虎步關右，所向無前。”216年，增封食邑三百戶，加上之前總計八百戶。

### 平定張魯
後還擊武都氐、羌，沒收氐族食穀十多萬斛。曹操西征張魯，夏侯淵等將涼州諸將降服，與曹操在休亭會面。曹操每次引見羌人、胡人，都帶同夏侯淵，羌、胡之人都甚懼怕夏侯淵。215年，張魯投降，漢中平定，命夏侯淵行都護將軍，督張郃、徐晃等平定巴郡。曹操還鄴城，留夏侯淵守漢中，被拜為征西將軍。

### 命喪漢中
218年，劉備進軍陽平關，依據地形，應當等待時機殲敵，雙方相持近一年。219年正月，劉備為打破戰局，從陽平南渡沔水沿山前進，并在定軍山依山立營。夏侯淵看見狀況，一時恃勇與張郃率兵攻打定軍山敵營，在走馬谷設營，夏侯淵命張郃守東圍，自己則率輕兵守南圍。劉備相繼使用黃權與法正的計謀，攻打守东圍的張郃軍，張郃雖然沒有丟失據點但已陷入苦戰；夏侯淵遂分一半兵前往東圍幫助張郃。劉備眼看无法攻破张郃，于是聽取黃權的計謀，夜燒夏侯淵大營15里之外的鹿角（狀似鹿角的拒馬），為此夏侯淵帶領400親兵前去修補鹿角和滅火，法正見夏侯淵孤立，立命蜀將黃忠居高臨下發動急擊，夏侯淵派軍隊前去迎擊，黄忠軍卻直接繞到夏侯淵身後襲殺夏侯淵，而夏侯淵的親兵回到大營才發現夏侯淵并沒有一同歸來。死後追諡為愍侯。
曹操事後悲嘆道：「夏侯淵本來就不善於規畫將士勤務，而被軍中稱為『白地將軍』，而今身為主帥不去前線督軍作戰，反而選擇幹修補鹿角這等小事！」
並在聽聞了法正的計策後說：「憑劉玄德定無此能耐，果然有人為他獻策。」《華陽國志》中記載曹操因此感嘆說：「天下賢士都被我所用，為何獨缺法正?」
刘备大将张飞的妻子是夏侯渊的侄女，在她请求下，夏侯渊得到收葬。

## 人物
夏侯渊作战勇猛，與其族兄夏侯惇一樣剛烈重義。其勇名號稱「虎步關右，所向無前」，尤善奇襲，曾數次力排眾議繞遠路突襲敵人後方均收奇效，但恃勇無謀，又常處理主帥不該管的小事情，故軍中呼其為「白地將軍」（不善用兵的將軍）。曹操為此常告诫他：「为将当有怯弱时，不可但恃勇也。将当以勇为本，行之以智计；但知任勇，一匹夫敌耳」，但自恃一身軍功的夏侯淵始終當耳邊風，終為劉備大將黃忠擊殺。
夏侯淵對士兵、下屬很好，每每在打敗敵人之後將軍糧分發給缺糧的軍士，令軍心重新振作。為人也極重義氣，曹操年少時在家鄉犯了案，夏侯淵為他頂罪，後來曹操把他救了出來才倖免於難。又有一年饑荒，他為了養活死去弟弟的孤女，選擇放棄了自己的親生兒子。

## 家庭
- 先祖
  - 夏侯嬰

- 族兄
  - 夏侯惇

- 妻
  - 或为丁氏，史书仅称“太祖内妹”，即曹操内人之妹。

- 子女
  - 夏侯衡，字伯權，夏侯淵長子，受曹家恩寵。承襲夏侯淵爵位，再轉封安寧亭侯。其妻为曹操弟海阳哀侯之女。
  - 夏侯霸，字仲權，夏侯淵次子，本為護軍右將軍，受曹爽重用，高平陵之變時曹爽被司馬懿所殺，夏侯霸怕被牽連，只好投奔蜀漢。
  - 夏侯稱，字叔權，夏侯淵三子，有軍事才能，十六歲時射殺過老虎，曹操十分喜歡他，與曹丕也有交情，但十八歲便死去。
  - 夏侯威，字季權，夏侯淵四子，歷任荊、兗二州刺史，四十九歲卒。
  - 夏侯榮，字幼權，夏侯淵五子，少而有才，七歲而能寫文章、讀經學，過目不忘，曹丕也為之驚奇。十三歲時，與父在漢中，當夏侯淵被打敗時，奮而拔劍出戰，陣亡。
  - 夏侯惠，字稚權，夏侯淵六子，少而有才，善於奏議，多次與鍾毓有辯論，歷任散騎黃門侍郎、燕相、樂安太守，三十七歲卒。
  - 夏侯和，字義權，夏侯淵七子，有辯才。歷任河南尹、太常。
  - 還有一子，時逢飢荒，夏侯淵為照顧亡弟女兒而被拋棄。

- 侄
  - 夏侯氏，夏侯淵侄女，十三四歲時，出城砍柴，被張飛所得，张飞知她是良家女子，便納為夫人。
  - 夏侯尚，夏侯渊侄子，征南大将军，荆州牧，其女为司马师元配夏侯徽。
  - 夏侯儒，曹魏太僕。

- 孫
  - 夏侯績，夏侯衡之子，任虎賁中郎將。
  - 夏侯駿，夏侯威長子，任并州刺史。
  - 夏侯莊，夏侯威次子，其妻為司马师继室羊徽瑜的堂妹，夏侯家族盛極一時。任淮南太守。
  - 夏侯玄，夏侯淵侄孫，曹魏太常
  - 夏侯霸之子，夏侯霸投蜀汉后被流放到乐浪郡。
  - 夏侯氏，夏侯霸之女，羊祜妻。

- 曾孫
  - 夏侯褒，夏侯績之子。
  - 夏侯湛，夏侯莊之子，博於文章，歷任南陽相、散騎常侍。
  - 夏侯淳，夏侯莊之子，官至弋陽太守。
  - 夏侯光姬，夏侯莊之女，西晉琅琊王司馬覲的王妃，晉元帝司馬睿母。
  - 夏侯氏，夏侯莊之女，王览四子王正的妻子，王旷、王廙、王彬母。

- 玄孫
  - 夏侯承，夏侯淳之子，隨晉室南渡，官至散騎常侍。

## 評價
陳壽之三國志評曰：「夏侯、曹氏，世為婚姻，故惇、淵、仁、洪、休、尚、真等並以親舊肺腑，貴重於時，左右勳業，咸有效勞。」
軍中士卒：「典軍校尉夏侯淵，三日五百，六日一千。」
曹操：「宋建造为乱逆三十余年，渊一举灭之，虎步关右，所向无前。仲尼有言：『吾于尔不如也。』」「渊本非能用兵也，军中呼为‘白地将军’，为督帅尚不当亲战，况补鹿角乎！」「为将当有怯弱时，不可但恃勇也。将当以勇为本，行之以智计；但知任勇，一匹夫敌耳。」
劉備：「當得其魁，用此何為邪！」（要殺就該殺張郃，只殺到夏侯淵根本沒什麼用！）
羅璧：「魏夏侯淵長於設變，短於總眾爾。」
王沈：「渊为将，赴急疾，常出敌之不意。」
夏侯湛：「皇曾祖愍侯，寅亮魏祖，用康乂厥世，遂启土宇，以大综厥勋于家。」 
范浚：「夏侯渊战虽屡胜，魏武常戒之曰：‘为将当有怯弱时，不可但恃勇也。’然则忠勇而不知怯者，又当戒以轻敌。」
王歆：「百战汉中，终不能全，是时势使然，非郃之过。然备‘当得其魁’云云，料贬抑黄忠，而独高张飞意，不可尽信。渊之用兵，不在郃下。」

## 民間藝術

### 影視形象
- 1994年电视剧《三国演义》：钱玉林飾演夏侯淵，日语声优为立木文彦。
- 2002年《洛神》：李家鼎饰演夏侯渊
- 2010年《三国》：李奇龙饰演夏侯渊
- 2013年电视剧《曹操》：王钊饰演夏侯淵
- 2017年电视剧《軍師聯盟》：羅愛新饰演夏侯淵

### 戲劇
中國傳統戲曲中夏侯淵的角色，白底勾黑膛破脸，通天纹勾长「寿」字，显得鼻梁突起，可使人物形象更雄壮。另有以歪碎花脸，出現於《定军山》一劇。

### 動漫遊戲
- 真三國無雙/無雙OROCHI系列
- 三國演義
- 《蒼天航路》（王欣太）
- 《火鳳燎原》（陳某）

## 延伸阅读
[在维基数据编辑]
 《三國志·卷09》，出自陳壽《三國志》
 在维基共享资源阅览影像